# Steve Berrios

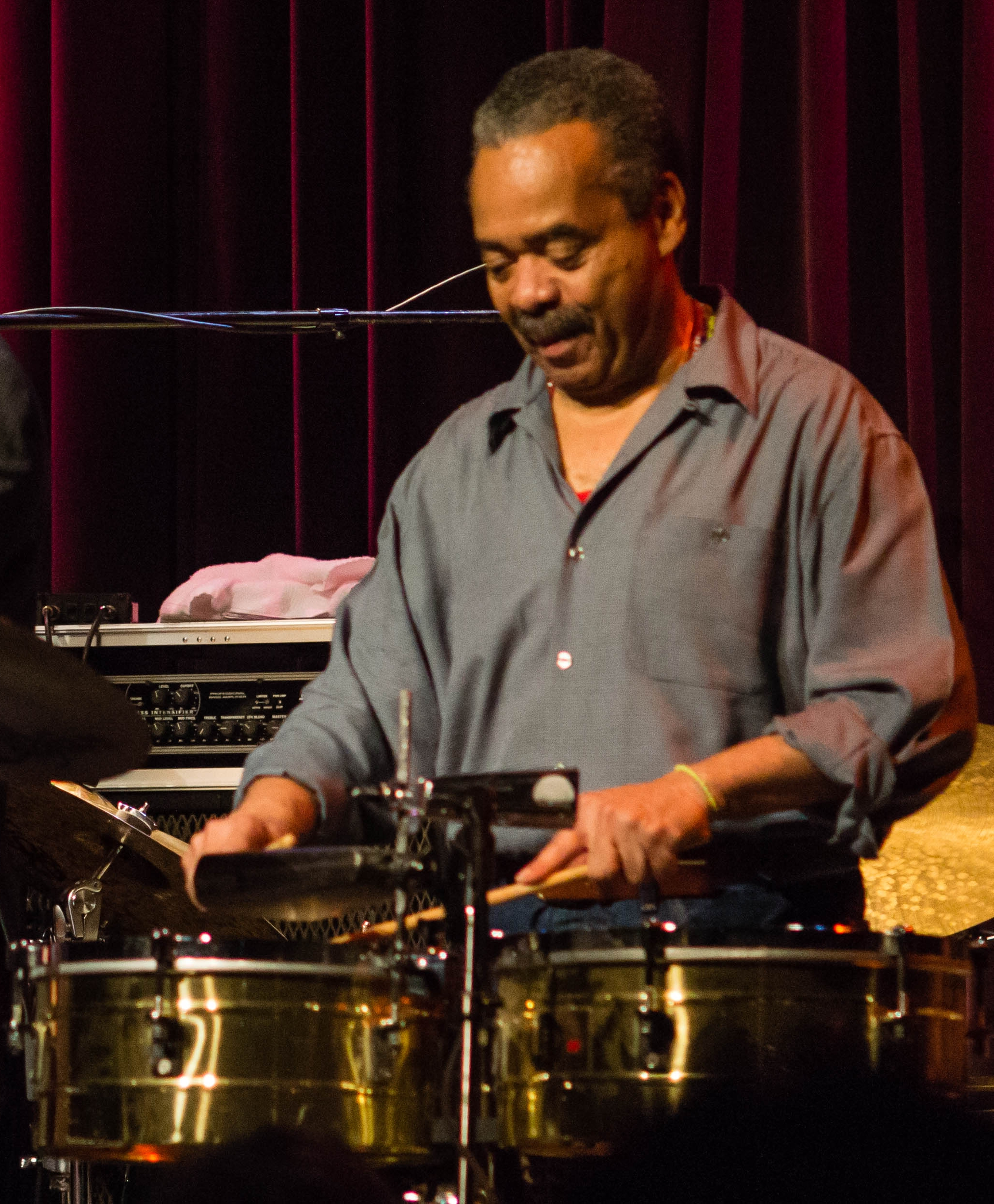
Steve Berrios (2012)

Steve Berrios (* 24. Februar 1945 in New York City; † 25. Juli 2013 ebenda) war ein US-amerikanischer Perkussionist und Schlagzeuger in den Bereichen Latin Jazz und Cuban Jazz.

## Werdegang
Steve Berrios wurde 1945 in Manhattan, NYC, geboren. Seine Eltern stammen aus Puerto Rico und kamen Mitte der 1920er Jahre in die Vereinigten Staaten; sein Vater Steve Berrios Sr. war Schlagzeuger der führenden Latinbands der Ära, wie bei Marcelino Guerra, Noro Morales, Miguelito Valdez und Pupi Campo. Steve Jr. spielte zunächst Trompete und gewann einige Amateurwettbewerbe im New Yorker Apollo Theater. Schließlich wechselte er zum Schlagzeug; seine frühen Haupteinflüsse waren Willie Bobo und Julio Collazo, der Meister der Batá-Perkussion. Mit 19 Jahren hatte er erste professionelle Auftritte, als er Haus-Drummer in einer Hotelband in Manhattan wurde; Ende der 1960er Jahre wurde er Mitglied der Band von Mongo Santamaría, der er bis 1980 angehörte.
Berrios wurde bald zu einem der führenden Latin Jazz-Schlagzeuger und wirkte im Laufe seiner Karriere an über 300 Plattenaufnahmen mit; er arbeitete mit Bands des Afro-Cuban Jazz wie Pucho & His Latin Soul Brothers, Joe Panama, Celia Cruz, Milton Cardona, Ray Mantilla, Chico O’Farrill, Hilton Ruiz, aber auch mit Künstlern des Modern Jazz, wie etwa mit David Amram, Michael Brecker, Sonny Fortune, Don Grolnick, Ron Holloway, Kenny Kirkland, Wallace Roney, Grover Washington Jr., Carla White, Randy Weston und Art Blakey, Er war einer der Gründungsmitglieder der Fort Apache Band von Jerry Gonzalez und gehörte auch dem Dizzy Gillespie Orchestra, der Mingus Big Band (Que Viva Mingus, 1997) und Max Roachs Perkussionsensemble M’Boom an.
1994 nahm er mit seiner Formation Son Bachéte, der u. a. der Trompeter Eddie Henderson, der Tenorsaxophonist Peter Brainin und der Altsaxophonist Joe Ford angehörten, sein erstes Album unter eigenem Namen auf, First World, auf dem als Gast der Sänger Freddy Cole mitwirkte. 1996 folgte ein zweites Album, Steve Berrios & Son Bachéche and Then Some!, die 1996 für einen Grammy nominiert wurde. Steve Berrios wirkte auch an einer Reihe von Filmsoundtracks mit wie Verbrechen und andere Kleinigkeiten (Woody Allen, 1989), Mo’ Better Blues (1990) und Jungle Fever (1991) von Spike Lee, dem Musik-Dokumentationsfilm Calle 54 (2000) von Fernando Trueba und dem Spielfilm El Cantante (2006). Berrios veröffentlichte außerdem das Lehrvideo Latin Rhythms Applied to the Drumset.